# Marianne Amthor
Marianne Amthor, verh. Schubel (geboren am 5. Oktober 1898 in Rudolstadt, gestorben nach 1938, Ort unbekannt), war eine deutsche Mode- und Werbegrafikerin.

## Leben und Ausbildung
Marianne Bertha Amthor wurde am 5. Oktober 1898 als Kind von Johanna Marie Amthor, geb. Bruhn und dem Kaufmann August Heinrich Amthor in der thüringischen Kleinstadt Rudolstadt geboren. Da im dortigen Stadtarchiv keine Heiratsurkunde der Eltern erhalten ist und sich in den Adressbüchern der Stadt kurze Zeit nach der Geburt Mariannes weder unter der in der Geburtsurkunde angegebenen Anschrift, noch unter dem Namen ein Eintrag zu finden ist, hat die Familie offensichtlich nur wenige Jahre in Rudolstadt verbracht. Der nächste belegbare Wohnort der Familie ist Hamburg. Zum Wintersemester 1913/14 begann Marianne Amthor ein Studium an der Staatlichen Kunstgewerbeschule zu Hamburg, der Vorgängerinstitution der Hochschule für bildende Künste Hamburg. In den Anfangsjahren belegte sie Naturstudien und ornamentale Übungen, konstruktives Zeichnen und ab dem Wintersemester 1915/16 die von Carl Otto Czeschka geleitete „Fachklasse für Graphische Kunst und Allgemeines Kunstgewerbe“. Während der vier Jahre ihres Studiums wohnte sie in der elterlichen Wohnung am Mundsburger Damm, ganz in der Nähe des erst im Oktober 1913 bezogenen, von Fritz Schumacher entworfenen, Neubaus der Kunstgewerbeschule. Im Bestand der Studierendenarbeiten aus der Klasse von Carl Otto Czeschka im Archiv der HFBK Hamburg befinden sich vier Modezeichnungen von Marianne Amthor von 1915 sowie zwei weitere, die ihr zugeschrieben werden können.

## Werk
Nach dem Studium und verstärkt ab 1919 arbeitete Amthor freiberuflich als Gebrauchsgrafikerin, gestaltete Einladungskarten, Plakate und Programmhefte für Auftraggeber im Raum Hamburg und Berlin. Dabei zeichnete sich ein Schwerpunkt auf Modethemen ab, beispielsweise gestaltete sie für die Berliner Modewoche. Die 1921 erschienene Hamburg-Sonderausgabe der Zeitschrift Das Plakat präsentierte eine beachtliche Anzahl der Entwürfe der Marianne Amthors, die unter anderem den Leitartikel illustrieren. Unter den erstaunlich zahlreichen weiblichen Positionen in diesem Heft ist nur Grete Gross mit mehr Arbeiten vertreten. 1922 heiratete Marianne Amthor den fünf Jahre älteren Grafiker Ernst Hans Schubel, der ab 1908 ebenfalls die staatliche Kunstgewerbeschule zu Hamburg besucht hatte. Während der 1920er Jahre wohnte und arbeitete das Paar in der Binderstraße 24 im Grindelviertel, in unmittelbarer Nähe der 1919 gegründeten Universität Hamburg, und unterhielt dort das gemeinsame Atelier „Amthor-Schubel“ für Plakatmalerei. Ihr Signet, das sich auf vielen Arbeiten findet, war die Abkürzung „ASA“.

## Auswanderung
Im Frühjahr 1938 folgte Marianne Schubel ihrem Mann nach Buenos Aires, der bereits ein Jahr zuvor dorthin ausgewandert war. Die Ausreise ist im Falle der Schubels nicht durch die Auswanderer-Datenbank der Stadt Hamburg belegt, sondern durch eine Akte der Oberfinanzdirektion, in der es um die Rückzahlung eines vor der Abreise hinterlegten Geldbetrages geht. Ein in der Akte enthaltener Brief vom Januar 1939 aus Buenos Aires ist die vorerst letzte Spur von Marianne Schubel.

## Ausstellungen
- Die neue Frau – wie Künstlerinnen und Gestalterinnen die Moderne prägten, ICAT der HFBK Hamburg, 19. September – 27. Oktober 2024,[7]

## Sammlungen
- In der Sammlung des Museums für Kunst und Gewerbe Hamburg befinden sich vier Entwürfe von Marianne Amthor und von ASA (Amthor/Schubel), Plakat, Einladungskarten, Buch, Zeitraum 1920–29